# Boisbriand
Boisbriand é uma cidade localizada na província canadense de Quebec. Segundo o censo canadense de 2001, a cidade possui 26 666 habitantes, uma área de 277,76 quilômetros quadrados, e uma densidade populacional de 962,8 habitantes por quilômetro quadrado. Faz parte da região metropolitana de Montreal.